# Pepliphorus minor
Pepliphorus minor är en fjärilsart som beskrevs av Rothschild 1916. Pepliphorus minor ingår i släktet Pepliphorus och familjen juvelvingar. Inga underarter finns listade i Catalogue of Life.